# Estelle Louise Jensen
Estelle Louise Jensen (25 de mayo de 1888 – 10 de enero de 1962) fue una fitopatóloga estadounidense (también se la conocía como Louise Jensen).

## Educación, familia, y carrera
Estelle Louise nació en 1888 en Minneapolis, Minnesota. Recibe un A.B. por la Universidad de Minnesota en 1909 y un A.M. por la Universidad Smith en 1910. De 1912 a 1913, fue una xilotomista (preparación de pequeñas astillas de madera para examinarlas bajo un microscopio) para el recientemente formado Laboratorio de Productos Forestales del Departamento de Agricultura.  Durante el periodo 1913–1917, fue instructora en micología para la Universidad de Minnesota e investigadora en la Estación de Experimentación Agrícola de Minesota. Sus investigaciones incluían fungi imperfectos patógenos de cereales.[2]
Louise se casó con Elvin C. Stakman en 1917. La pareja no tuvo niños. Fallece súbitamente el 10 de enero de 1962. Y, fue inhumada en Sunset Cemetery de Parque Conmemorativo en Minneapolis.

## Algunas publicaciones
- Stakman, Louise J. (julio de 1920). A Helminthosporium Disease of Wheat and Rye 191. St. Paul, MN: University of Minnesota Agricultural Experiment Station.St. Paul, MN: Universidad de Minnesota Estación de Experimento Agrícola.

- Stakman, Louise J. (1923). «Some fungi causing root and foot rots of cereals». Studies in Plant Science (University of Minnesota): 140-153.Universidad de Minnesota: 140@–153.